# Cirocha
Die Cirocha (ungarisch Ciroka) ist ein linker Nebenfluss des Laborec in der Ostslowakei.
Sie durchfließt auf ihrer Länge von 56,6 Kilometern die Bezirke Snina und Humenné, entspringt in den Bukovské vrchy (Teil der Waldkarpaten) nahe dem Berg Ruské sedlo sowie der Grenze zu Polen und mündet nach ihrem Verlauf in südwestliche Richtung bei der Stadt Humenné in den Laborec. Ihr Wassereinzugsgebiet beträgt etwa 499 km². Bei der Stadt Snina hat die Cirocha eine Durchflussmenge von 2,85 m³/s.
Nordöstlich von Snina wird der Fluss im Stausee Starina aufgestaut.